# AIDAdiva
AIDAdiva je potniška križarka nemške družbe. AIDA Cruises. Zgradili so jo v Meyer Werftovi ladjedelnici v Papenburgu, Nemčija.

## Galerija
- Aida Diva v Izmirju
- Aida Diva v pristanišču Dubaj
- Zgornji del